# واکسن ام‌ام‌آر
واکسن ام‌ام‌آر (انگلیسی: MMR vaccine) واکسنی جهت پیشگیری از سرخک، اوریون و سرخجه است. دوز اول این واکسن معمولاً حوالی ۹ تا ۱۵ ماهگی و دوز دوم بین ۲۵ ماهگی تا ۶ سالگی تجویز می‌شود و میان این دو دوز، باید دست‌کم ۱ ماه فاصله باشد.
با دو نوبت واکسن، ۹۷٪ افراد علیه سرخک، ۸۸٪ علیه اوریون و ۹۷٪ علیه سرخجه مصونیت می‌یابند. این واکسن برای افرادی که شواهدی از ایمنی ندارند و آنهایی که ایدز تحت‌کنترل دارند، توصیه می‌شود. همچنین افرادی که هیچگونه مصونیتی علیه سرخک ندارند تا ۷۲ ساعت پس از مواجهه با ویروس سرخک می‌توانند از این واکسن بهره‌مند شوند. این واکسن به‌صورت تزریقی تجویز می‌شود.
واکسن ام‌ام‌آر به‌طور گسترده‌ای در جهان مورد استفاده است و تا سال ۲۰۰۱ میلادی بیش از ۵۰۰ میلیون دوز در ۱۰۰ کشور جهان تجویز شده بود. پیش از تجویز این واکسن، سرخک همه‌ساله موجب مرگ ۲٫۶ میلیون نفر می‌شد. پس از تجویز این واکسن، میزان مرگ سالیانه ناشی از سرخک تا سال ۲۰۱۲ به ۱۲۲٬۰۰۰ در سال رسید که بیشتر در کشورهای کم‌درآمد بوده‌است. به‌سبب واکسیناسیون، میزان بروز سرخک در آمریکای شمالی و جنوبی بسیار کم است و میزان آن در افرادی که واکسیناسیون انجام نمی‌دهند رو به افزایش است. تنها مابین سال‌های ۲۰۰۰ تا ۲۰۱۶، این واکسن میزان مرگ ناشی از سرخک را بیشتر از ۸۴٪ کاهش داد.
عوارض جانبی این واکسن معمولاً خفیف است و خودبه‌خود و بدون نیاز به درمان اختصاصی برطرف می‌شوند. این عوارض ممکن است شامل تب، درد و قرمزی در محل تزریق باشد. احتمال آنافیلاکسی شدید ۱ در میلیون است. تجویز واکسن ام‌ام‌آر در دوران بارداری توصیه نمی‌شود اما در دوران شیردهی اشکالی ندارد. این واکسن را می‌توان همزمان با واکسن‌های دیگر تجویز کرد. افرادی که اخیراً واکسینه شده‌اند، خطری از جهت انتقال سرخک، اوریون و سرخجه به دیگران ندارند. این واکسن خطر ابتلا به اوتیسم را افزایش نمی‌دهد. واکسن ام‌ام‌آر مخلوطی از ویروس‌های زنده و ضعیف‌شدهٔ سرخک، اوریون و سرخجه است.
واکسن ام‌ام‌آر را موریس هیلمن ساخت و مجوز استفاده از آن توسط شرکت مِـرک در سال ۱۹۷۱ داده شد. پیش از آن، واکسن‌های مجزا برای سرخک اوریون و سرخجه به ترتیب در سال‌های ۱۹۶۳، ۱۹۶۷، و ۱۹۶۹ مجوز گرفته بودند. توصیه برای دو نوبته بودن این واکسن در سال ۱۹۸۹ صورت گرفت. امروزه واکسن چهارگانهٔ ام.ام.آر. وی که آبله‌مرغان را هم پوشش می‌دهد، در دسترس است. یک واکسن ام.آر هم وجود دارد که فقط برای سرخک و سرخجه است و اوریون را پوشش نمی‌دهد.

## ادعاهای نادرست دربارهٔ اوتیسم
در سال ۱۹۹۸ میلادی اندرو ویکفیلد و همکاران، مقاله‌ای ساختگی و فریب‌آمیز منتشر نمودند که در آن ادعا شده بود دوازده کودک، بلافاصله پس از دریافت واکسن ام‌ام‌آر، دچار علائم روده‌ای، اوتیسم و برخی اختلالات دیگر شده‌اند و در آن واکسن دیگری را از شرکت رقیب توصیه کرده بودند. در سال ۲۰۱۰ میلادی و پس از بررسی‌های گسترده، «سازمان نظام پزشکی بریتانیا» پژوهش ویکفیلد را «فریبکارانه» خواند و مجلهٔ لنست مقاله را به‌طور کامل پس گرفته و حذف کرد. ۳ ماه پس از بازپس‌گیری مجلهٔ لنست، مجوز طبابت ویکفیلد لغو شد و طی بیانه‌ای که در مجلهٔ لنست چاپ شد، به تحریف و تقلب در پژوهش متهم گردید و از انجام فعالیت‌های پزشکی در بریتانیا محروم شد. در سال ۲۰۱۱ میلای، مجلهٔ مشهور پزشکی بی‌ام‌جی هم پژوهش او را فریبکارانه خواند.
بررسی‌ها و مطالعات با داوری همتا نتوانست رابطه‌ای میان اوتیسم و واکسن ام‌ام‌آر نشان دهد. مرکز کنترل و پیشگیری بیماری، «مؤسسهٔ پزشکی» آکادمی ملی علوم، سرویس سلامت همگانی (NHS) و بررسی‌های کتابخانهٔ کاکرین همگی به این نتیجه رسیده‌اند که هیچ‌گونه شواهد علمی دال بر ارتباط این واکسن با اوتیسم وجود ندارد.
تجویز اجزاء این واکسن سه‌گانه به‌طور مجزا (یعنی سرخچه جدا، اوریون جدا، و سرخک جدا)، نه تنها نقشی در کاهش عوارض جانبی ندارد، بلکه احتمال بروز ابتلا به سرخک و اوریون را بالا می‌برد. متخصصان حوزهٔ سلامت از پوشش خبری رسانه‌ها دربارهٔ ارتباط واکسن با اوتیسم انتقاد کردند چرا که سبب شد میزان واکسیناسیون افت کند. پیش از انتشار مقالهٔ جعلی ویکفیلد، میزان واکسیناسیون ام‌ام‌آر در بریتانیا ۹۲٪ بود و پس از انتشار آن، به ۸۰٪ کاهش یافت. در سال ۱۹۹۸ میلادی، تنها ۵۶ مورد بیماری سرخک در بریتانیا گزارش شده بود حال آنکه در سال ۲۰۰۸ این میزان به ۱۳۴۸ مورد رسید و دو موردشان جان باختند.
در ژاپن واکسیناسیون ام‌ام‌آر متوقف شده و واکسن‌ها به‌طور مجزا و در دو نوبت تجویز می‌شوند. یکی از واکسن‌ها ترکیب «سرخک با سرخجه» است و دیگری واکسن «اوریون به‌تنهایی»، که تنها در یک نوبت تجویز می‌شود. میزان اوتیسم در ژاپن همچنان رو به افزایش بوده‌است و ارتباطی به تغییر در برنامهٔ واکسیناسیون این بیماری‌ها نداشته‌است.